# Lacustricola maculatus
Lacustricola maculatus es un pez de la familia de los pecílidos en el orden de los ciprinodontiformes. Los machos pueden alcanzar los 3,5 cm de longitud total. Se encuentran en Tanzania y Kenia.